# Il golfo incantato
Il golfo incantato è una compilation di vari artisti Cetra, pubblicata nel 1955.

## Tracce

### Lato A
1. Tullio Pane – Tarantella Luciana (testo: Libero Bovio – musica: Enrico Cannio)
2. Tullio Pane – Piscatore 'e Pusilleco (testo: Ernesto Murolo – musica: Ernesto Tagliaferri)
3. Luciano Glori – Qui fu Napoli (testo: Ernesto Murolo – musica: Ernesto Tagliaferri)
4. Delfina Basso e Tullio Pane – Napule e Surriento (testo: Ernesto Murolo – musica: Ernesto Tagliaferri)

### Lato B
1. Nino Nipote – Spingule francesi (testo: Salvatore Di Giacomo – musica: Enrico De Leva)
2. Tullio Pane – Maria Marì (testo: Vincenzo Russo – musica: Eduardo Di Capua)
3. Nino Nipote – Core furastiere (testo: Alfredo Melina – musica: E. A. Mario)
4. Luciano Glori – Surdato 'Nnammurato (testo: Aniello Califano – musica: Enrico Cannio)